# Xalehuala
Xalehuala är en ort i Mexiko.   Den ligger i kommunen Zaragoza och delstaten Puebla, i den sydöstra delen av landet, 170 km öster om huvudstaden Mexico City. Xalehuala ligger 2 368 meter över havet och antalet invånare är 310.
Terrängen runt Xalehuala är kuperad. Runt Xalehuala är det ganska tätbefolkat, med 134 invånare per kvadratkilometer. Närmaste större samhälle är Zaragoza, 1,9 km norr om Xalehuala. I omgivningarna runt Xalehuala växer huvudsakligen savannskog.